# Мариначчо, Рон
Роналд Джеймс Мариначчо (англ. Ronald James Marinaccio; 1 июля 1995, Томс-Ривер, Нью-Джерси) — американский бейсболист, питчер клуба Главной лиги бейсбола «Нью-Йорк Янкис». На студенческом уровне выступал за команду Делавэрского университета.

## Биография

### Ранние годы и начало карьеры
Роналд Мариначчо родился 1 июля 1995 года в Томс-Ривере в штате Нью-Джерси. Там же окончил старшую школу. Во время учёбы играл в баскетбол, в составе бейсбольной команды выходил на поле на позициях питчера и аутфилдера. Дважды включался в состав сборной звёзд конференции. Ещё во время учёбы он перенёс операцию по восстановлению связок локтя, из-за чего пропустил около двух лет. В 2014 году после окончания школы Мариначчо поступил в Делавэрский университет.
В составе «Делавэр Блу Хенс» Мариначчо дебютировал в 2015 году. В своём первом сезоне в NCAA он принял участие в одиннадцати играх, одержав четыре победы при трёх поражениях с ERA 4,11. По ходу турнира он провёл одну полную игру. По итогам года его включили в символическую сборную новичков конференции Колониал Атлетик. В 2016 году Мариначчо стал первым питчером стартовой ротации и провёл четырнадцать матчей.
В 2017 году он был выбран одним из капитанов команды. Тренерский штаб задействовал его в стартовом составе и как реливера, суммарно Мариначчо сыграл в 22 матчах, одержав четыре победы при трёх поражениях с пропускаемостью 2,09. Летом 2017 года на драфте Главной лиги бейсбола «Нью-Йорк Янкис» выбрали его в девятнадцатом раунде.

### Профессиональный бейсбол
Первые два сезона после подписания контракта Мариначчо провёл в лигах с сокращённым сезоном, играя за фарм-команду «Янкис» в Лиге Галф-Коста, «Пуласки Янкис» и «Статен-Айленд Янкис». На этом уровне он выглядел доминирующим питчером, в 2018 году в 20 1/3 иннингах он сделал 33 страйкаута при всего трёх уоках и показателе ERA 1,77. Сезон 2019 года, проведённый в составе «Чарлстон Ривердогз», стал для него первым полноценным в профессиональном бейсболе. Мариначчо продолжал делать много страйкаутов, но количество допущенных уоков и пропускаемость заметно выросли.
В 2020 году, когда сезон в младших лигах был отменён из-за пандемии COVID-19, он на поле не выходил. В следующему году Мариначчо стал играть эффективнее, особенно хорошо проявив себя в команде AAA-лиги «Скрантон/Уилкс-Барре Рейлрайдерс». В конце сезона его включили в расширенный состав «Янкис». Весной 2022 года на сборах с основным составом он принял участие в пяти играх с ERA 0,00, скорость его фастбола достигала 97 миль в час. По их итогам Мариначчо попал в состав команды на День открытия сезона. В Главной лиге бейсбола он дебютировал 9 апреля 2022 года. Всего в своём первом сезоне он принял участие в 40 играх с пропускаемостью 2,05.